# غلوينو
الغلوينو (ذي الرمز 
g͂
) هو مرافق ممتاز افتراضي للغلوون (ذي الرمز 
g
). الغلوينوات هي فيرميونات مايورانا تتفاعل عن طريق التآثر القوي كثمانية لونية. تملك الغلوينوات رقم ليبتون 0 ورقمباريون 0 ولفا مغزليا 1/2 ويتوقع أن تكون زوجية الإنتاج في معجل جسيمات مثل مصادم الهدرونات الكبير. تضمحل الغلوينوات بواسطة تفاعل قوي سكوارك وكوارك شريطة وجود علاقة كتلية مناسبة. يضمحل السكوارك في كوارك آخر وأخف جسيم فائق (والذي يمر من الكاشف بشكل غير مرئي). وهذا يعني أن الإشارة النموذجية لغلوينو في مصادم هدرونات هي أربعة منفتاث وطاقة ضائعة. الغلوينوات هي أخف من السكواركات والاضمحلال الثلاثي الجسم للغلوينو إلى نيوترالينو وزوج كوارك ومضاد كوارك هو حركيا مقبول عبر سكوارك مقذوف بعيدا.